# Surface - Mistero dagli abissi
Surface - Mistero dagli abissi (Surface) è una serie televisiva serializzata statunitense realizzato tra il 2005 ed il 2006 e trasmessa sul canale NBC negli Stati Uniti e in Italia prima su Fox e poi su Italia1. Il sottotitolo della serie in Italia è: Qualcosa sta per affiorare....
La serie fa parte del terzetto di serie fantascientifiche nate nel 2005 nel tentativo di emulare il grande successo di Lost; Surface, insieme a Threshold (andato in onda sulla CBS) e ad Invasion (andato in onda sull'ABC), tuttavia ha subito il destino di essere annullata dopo una sola stagione, ma, a differenza delle altre due stroncate dai network senza appello rispettivamente con 13 e 22 episodi, Surface riesce almeno, con i 15 episodi della sua prima (ed unica) stagione, a concludere il primo arco narrativo.
La serie è stata creata dai fratelli Jonas Pate e Josh Pate che hanno più volte dichiarato di essersi ispirati a film come E.T. e Incontri ravvicinati del terzo tipo; la serie si è conclusa nel febbraio 2006 e, a maggio dello stesso anno, la NBC ha comunicato che la serie non avrebbe avuto una seconda stagione.

## Trama
Nuove forme di vita stanno affiorando dagli abissi marini in varie parti del mondo, dall'Antartide Meridionale al Golfo del Messico. Le creature acquatiche hanno un aspetto innocente e carino... ma c'è qualcosa di strano sotto? Una squadra di scienziati e pescatori comincia ad indagare per scoprire se c'è qualcosa di minaccioso sotto il mare.
L'eroina del telefilm si chiama Laura Daugherty (Lake Bell) ed è una giovane biologa marina, la prima a scoprire il segreto degli abissi; altri personaggi principali sono il suo superiore, il dottor Aleksander Cirko (Rade Serbedzija), un assicuratore appassionato di pesca subacquea, Richard Connely (Jay R. Ferguson), un quattordicenne introverso e curioso, Miles (Carter Jenkins), e l'agente del Pentagono Davis Lee (Ian Anthony Dale).
Tutto ha inizio quando, nel corso di una spedizione sottomarina, Laura scopre a oltre 1500 metri di profondità l'esistenza di misteriose creature. Contemporaneamente, un tragico incidente sembra confermare la veridicità dell'avvistamento della giovane ragazza. Richard, nel corso di una uscita di pesca subacquea assiste impotente ad un episodio raccapricciante: Lui e suo fratello erano andati a caccia di cernie con un fucile lancia arpioni attaccato al braccio del fratello, quando appare una creatura gigantesca che però, non sembra avere intenzioni ostili, il fratello di Richard però spara alla creatura che si immerge, ma l'uomo non riesce a staccare il fucile dal suo braccio, e viene trascinato negli abissi. La scienziata si mette subito al lavoro per cercare l'origine di queste creature ma il dottor Cirko, incaricato dal governo di indagare sul caso, la ostacola in ogni modo. Nello stesso momento l'agente Davis Lee fa di tutto per infangare la reputazione di Laura nel mondo scientifico. Intanto anche Richard si impegna a cercare l'origine dei mostri marini, soprattutto nella speranza di ritrovare il fratello.
Il mistero coinvolge anche altre persone, tra le quali un ufficiale di marina in navigazione nel Mare Antartico, una famiglia di Wilmington nel North Carolina, gli scienziati dell'istituto oceanografico di Monterey in California e un gruppo di subacquei nel Golfo del Messico.
La serie si avvale di moderne tecniche digitali per ricreare gli sfondi marini e le inquietanti creature.

## Episodi
La prima ed unica stagione si compone di 15 episodi, ma a differenza di quanto accade di solito con le serie annullate, la NBC, non essendo sicura sul concedere o no una seconda stagione, ha permesso agli autori di concludere il primo arco narrativo in modo da dare un finale degno e rendendo quindi i 15 episodi prodotti una vera e propria stagione televisiva; a maggio 2006 la NBC ha deciso che la serie era ormai conclusa.
La serie prosegue, per quasi tutti gli episodi, senza soluzione di continuità durante la stagione rendendo ogni episodio "attaccato cronologicamente" all'altro e creando una sorta di lungo film.
| Stagione       | Episodi | Prima TV originale | Prima TV Italia |
| -------------- | ------- | ------------------ | --------------- |
| Prima stagione | 15      | 2005-2006          | 2006            |

## Cast
L'attrice protagonista Lake Bell, per partecipare alla serie, ha lasciato il ruolo di protagonista di Sally Heep nel legal drama di successo Boston Legal al quale ha preso parte solo nella prima stagione e, una volta terminata l'avventura di Surface, ad un paio di episodi della terza.